# 河口人
《河口人》由導演洪淳修所執導的一部紀錄片。影片以台北市基隆河畔的漁村--下八仙為場景，完整紀錄該村一整年的漁撈生活。由農曆年前的鰻苗、春夏季的文蛤、秋季的螃蟹、一直到冬季的烏魚子捕撈。但隨著都市發展所帶來河川汙染，漁人開始被迫轉行，下一代甚至想藉由教育來擺脫漁民身分，該片除了呈現人河關係的轉變，更進一步批評台北市政府近年來的河川整治，只停留於休閒娛樂層面，如腳踏車步道等硬體建設，對於漁人賴以為生的水質，卻無實質改善，是一部站在漁人觀點具有政治批判的紀錄片。

## 影片簡介
有個村子叫八仙，在岸上就看得見台北101，順著潮水就能直通台灣海峽。河海交會的先天條件，滋養了這個百年漁村，但城市與海洋間的矛盾位置，讓河口人只能在夾縫中求生存。文明造就了城市光鮮的樣貌，卻混淆了河口人對河流的想像，阿公回味著爽口的赤翅仔，爸爸則對烏魚的油味作噁，而孫子卻想把河邊撿來的死魚放生...

## 獲獎
台灣地方志影展 優選

行政院新聞局優良公共頻道節目 優等獎

台灣國際紀錄片雙年展 競賽入圍

## 影響
河口人片中拍攝到台北市政府以河拋工法疏濬河川，但未將河川挖起淤泥運上岸，反將淤泥倒往河川下游，造成漁民漁獲量損失，經平面媒體引用報導後，時任台北市政府環保局長沈世宏與工務局長倪世標到下八仙會勘後，當場承諾漁民不再使用河拋工法來清淤。

## 外部連結
- 河口人預告片 （页面存档备份，存于）
- 關渡河口人/藍祖蔚 （页面存档备份，存于）
- 兩個有關「發展」漁村的故事/邱韻芳 （页面存档备份，存于）

1. ↑  河口人 （页面存档备份，存于），開演電影